# Hermann Hänggi
Hermann Hänggi (Mümliswil-Ramiswil, Suiza, 15 de octubre de 1894-Burgdorf, Suiza, 21 de noviembre de 1978) fue un gimnasta artístico suizo, campeón olímpico en Ámsterdam 1928 en caballo con arcos, entre otros importantes títulos.

## Carrera deportiva
En las Olimpiadas de Ámsterdam 1928 gana cuatro medallas: oro en caballo con arcos y concurso por equipos —por delante de los checoslovacos y yugoslavos—, plata en la general individual —tras su compatriota el suizo Georges Miez y por delante del yugoslavo Leon Štukelj— y bronce en barras paralelas, tras el checoslovaco Ladislav Vácha y el yugoslavo Josip Primožič